# Podomyrma adelaidae
Podomyrma adelaidae é uma espécie de formiga do gênero Podomyrma, pertencente à subfamília Myrmicinae.